# 阿滕 (內布拉斯加州)
阿滕（英語：Aten）是位於美國內布拉斯加州錫達縣的普查規定居民點。

## 歷史
阿滕的郵局於1882年設立，其後於1906年停運。

## 人口
根據2020年美國人口普查的數據，阿滕的面積為4.40平方千米，皆為陸地。當地共有人口134人，而人口密度為每平方千米30.45人。